# Кутуков, Александр Иванович
Александр Иванович Кутуко́в (1908 — ?) — советский хозяйственный, государственный и политический деятель.

## Биография
Родился 14 марта 1908 года в селе Сосновка (ныне Тамбовской области). Член ВКП(б) с 1939 года.
С 1935 года — на хозяйственной, общественной и политической работе. В 1935—1965 годах — старший геолог, главный геолог Якутского геологического треста, управляющий Нижневолжским геологоразведочным трестом, начальник «Главнефтегазразведки» Министерства нефтяной промышленности СССР, начальник объединения Саратовнефть, начальник Главгеофизики Министерства геологии и охраны недр, начальник Управления по надзору за безопасностью ведения работ в нефтяной и газовой промышленности, в секретариате СЭВ в отделе нефтяной и газовой промышленности.
Избирался депутатом ВС РСФСР 2-го созыва; делегат XIX съезда КПСС (1952).

## Награды и премии
- Сталинская премия второй степени (1950) — за открытие нефтяного месторождения
- Сталинская премия второй степени (1952) — за открытие месторождений нефти
- орден Ленина (16.03.1949) — за «успешное выполнение заданий Правительства по газификации жилых домов, строительству газовых сетей и сооружений в г. Москве» (будучи управляющим Саратовским трестом геологоразведочных и буровых работ)